# Tietjerk
Tietjerk (officieel, Fries: Tytsjerk, [’titsjɛrk]) is een dorp in de gemeente Tietjerksteradeel, in de Nederlandse provincie Friesland.
Het dorp ligt ongeveer negen kilometer ten oosten van Leeuwarden, bij de driesprong van de N355 en de N361. Dwars door het dorp loopt de spoorlijn Leeuwarden-Groningen, die tevens de scheiding tussen het oudste en het nieuwere deel van Tietjerk vormt.
In 2023 telde Tietjerk 1.610 inwoners. Onder het dorp valt ook de buurtschap Kleinegeest dat ten zuidwesten van het dorp ligt en binnen de noordelijke bebouwde kom ligt Zwartewegsend.

## Geschiedenis
De plaats werd in 1392 vermeld als Thiatzerckera. In 1481 werd het vermeld als toe Tyetzerka, in 1491 als te Tyeetzerke, in 1505 als Tyetzerck en in 1664 als Tjetjerck.  De plaatnaam wijst waarschijnlijk naar de eigenaar of stichter van de kerk (Oudfries: tzercka) die Tiete zou geheten hebben.

## Recreatie
In de noordwesthoek van het dorp ligt landgoed Groot Vijversburg, ook bekend als het bos van Ypey. Dit grenst aan recreatiegebied De Groene Ster. Daar staat de Himriksmole, een spinnenkopmolen.

## Afbeeldingen

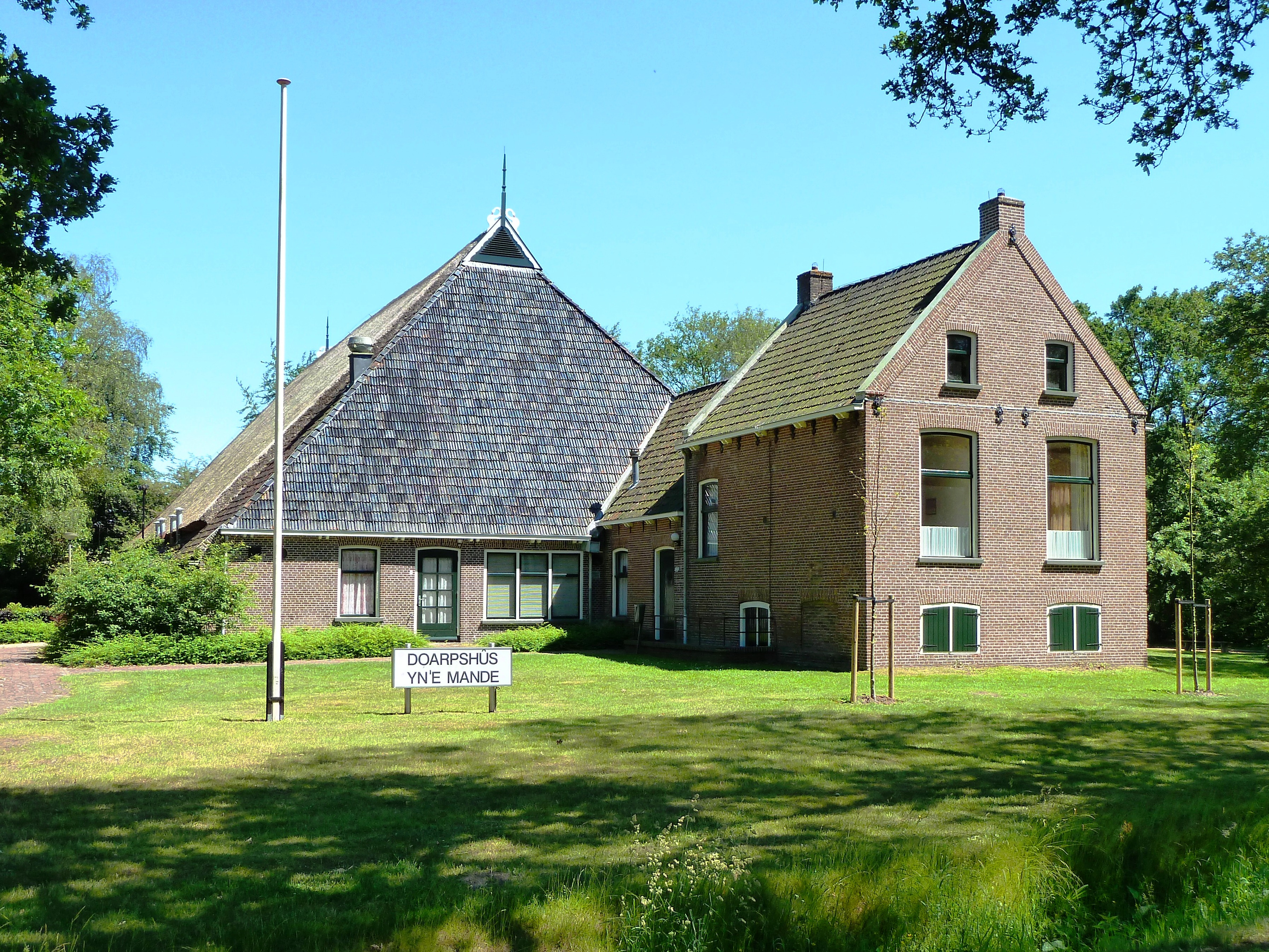
Dorpshuis Yn 'e Mande (2011)
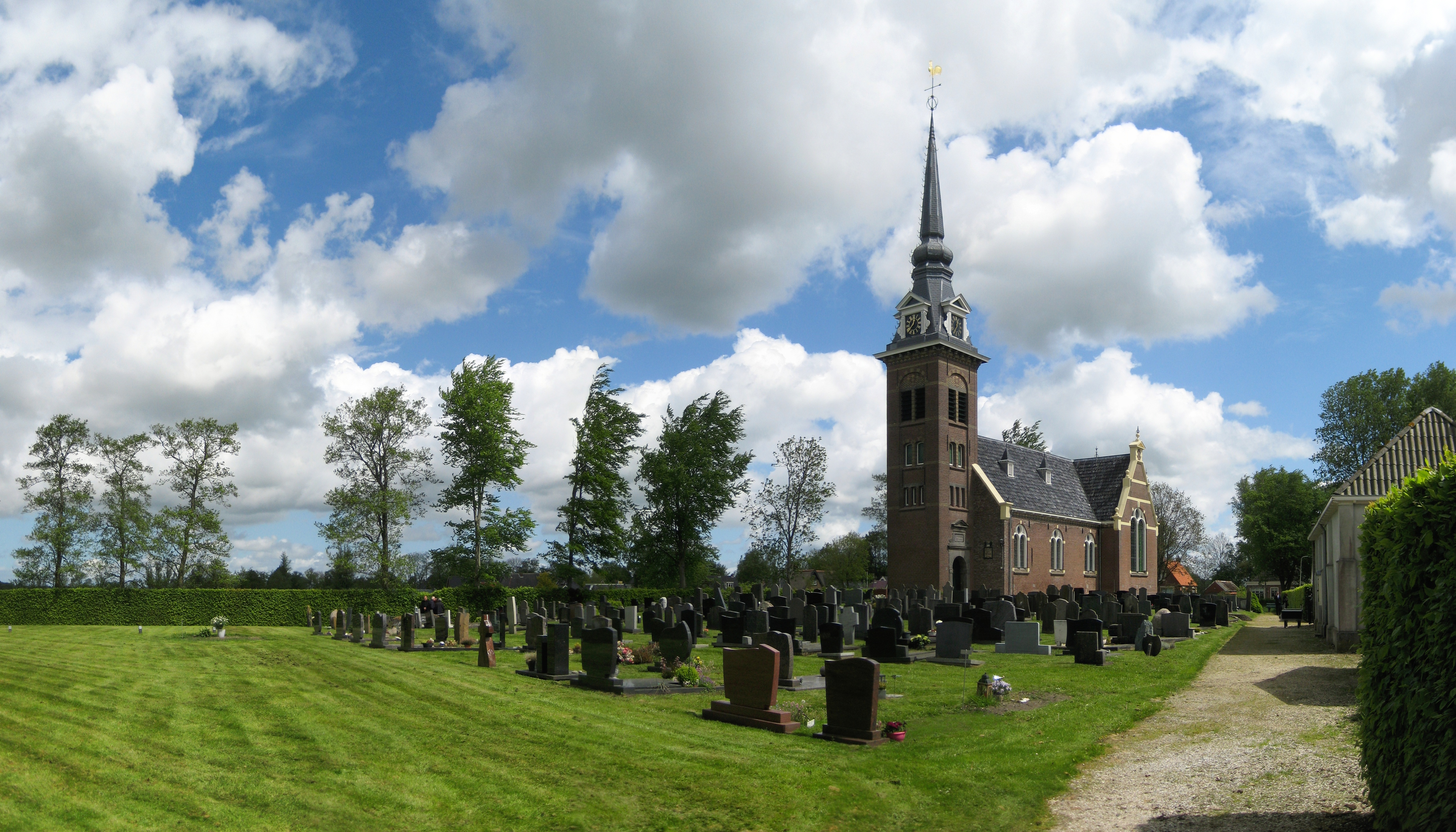
Hervormde kerk (2014)